# Lapu-Lapu (ville)
Lapu-Lapu, ou Lapu-Lapu City, est une ville des Philippines, éponyme du guerrier Lapu-Lapu, située sur l'île de Mactan, dans la province de Cebu. Au recensement de 2015, elle comptait  408 112 habitants. Elle est reliée par deux ponts à la ville de Mandaue, sur l'île de Cebu.

## Histoire
L’histoire de Lapu-Lapu commence au XVIe siècle avec la colonisation de l’île de Mactan par les Espagnols. Les frères augustins fondèrent une ville, Opon, qui fut ensuite renommée Lapu-Lapu en hommage à Lapu-Lapu, Roi de Mactan qui avait mortellement blessé Ferdinand Magellan en 1521 durant la bataille de Mactan. Une statue commémore cette bataille à Punta Engano. Elle se partage l'île de Mactan avec la municipalité de Cordova.
La ville compte la présence de l'armée de l'air philippine avec la Benito Ebuen Air Base et de la marine avec la Rafael Ramos Naval Base.
Ses atouts sont la présence de l'aéroport international de Mactan-Cebu, de deux zones d'activités (les Mactan Export Processing Zones - MEPZ) et du tourisme grâce à ses nombreux hôtels situés en bord de mer.